# Artacho Jurado
João Artacho Jurado (São Paulo, 3 de setembro de 1907 – São Paulo, 18 de outubro de 1983) foi um arquiteto autodidata e empresário paulista, proprietário da Construtora e Imobiliária Monções S/A, responsável pela construção de diversos edifícios residenciais - alguns de uso misto - nas cidades de São Paulo e Santos.
Filho dos imigrantes espanhóis Ramón Artacho e Dolores Jurado, ambos naturais dum vilarejo próximo à cidade andaluz de Málaga, João começou a trabalhar na década de 1930 e sua produção se aprofundou nas décadas de 40 e 50. Apesar de não ser arquiteto, Jurado idealizava os prédios e pedia para algum arquiteto assinar as plantas. Artacho não frequentou escolas pois seu pai, que era anarquista, se recusava a deixar seu filho jurar à bandeira, cerimônia obrigatória nas escolas da época.
Projetava suas obras ao som de ópera. Sua arquitetura reflete os sonhos hollywoodianos do pós-guerra em uma mistura de estilos e linguagens: o moderno, o nouveau, o déco e o clássico. Visando à classe média-alta e alta, seus edifícios eram projetados com uma série de serviços e opções de lazer: piscina, terraço com bar na cobertura, onde eram promovidas as festas de inauguração.
Iniciou sua carreira entre a publicidade - projetando placas e letreiros em neon - e as feiras, desenhando estandes inspirados no art déco, de 1930 a 1944, ano em que se tornou construtor. Fundou, junto do irmão Aurélio Artacho Jurado, a construtora Anhanguera - construindo casas e pequenos edifícios - , que depois se tornou Construtora e Imobiliária Monções, em 1946, iniciando suas grandes obras.
Constantemente fiscalizado pelo CREA, nas placas de suas obras seu nome não podia figurar em tamanho maior do que o nome do engenheiro responsável. No entanto, Artacho Jurado dificilmente obedecia à imposição, aumentando a ira de alguns arquitetos, que consideravam ultrajante sua atuação profissional, visto que ele não era arquiteto formado.
O reconhecimento de suas obras foi tardio, uma vez que nunca lhe foi permitido assiná-las. Inicialmente refutado, como kitsch, a partir da década de 1990, já após sua morte, recuperou o prestígio.

## Principais edifícios
Em São Paulo

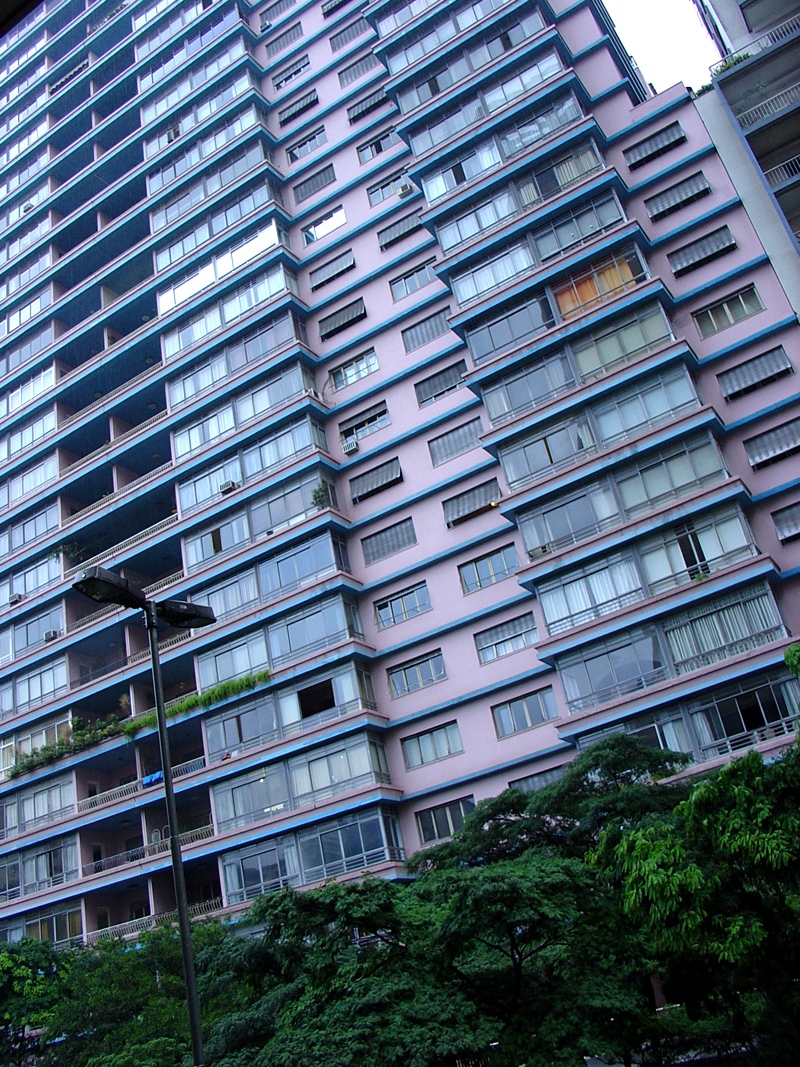
Edifício Louvre.

- Edifício Duque de Caxias - 1947 - Rua Barão de Campinas, 243 (esquina com Duque de Caxias), Campos Elísios
- Edifício Pacaembu - 1948 -  Avenida General Olímpio da Silveira, 386, Santa Cecília
- Edifício Piauí - 1949 - Rua Piauí, 428, Higienópolis
- Edifício General Jardim - 1951 - Rua General Jardim, 370 (esquina Rua Amaral Gurgel), Vila Buarque
- Edifício Cinderela - 1956 - Rua Maranhão, 163 (esquina com Rua Sabará), Higienópolis
- Edifício Viadutos - 1956 - Praça General Craveiro Lopes, 19 (na confluência dos viadutos Nove de Julho e Jacareí), Centro
- Edifício Planalto - 1956 - Rua Maria Paula, 279 - Centro
- Edifício Parque das Hortênsias - 1957 - Avenida Angélica, 1106, Higienópolis
- Edifício Apracs - 1957 - Avenida Higienópolis, 578, Higienópolis (originalmente "Edifício Parque das Acácias")
- Edifício Saint-Honoré - 1958 - Avenida Paulista, 1195, Jardim Paulista
- Edifício Louvre - 1958 - Avenida São Luís, 192, Centro Novo
- Edifício Bretagne - 1959 - Avenida Higienópolis, 938, Higienópolis
- Conjunto Tradição Brasileira - 1959/1963 - Avenida Higienópolis, 195, Higienópolis (Edifícios: Brasil República, Império e Colônia)

Em Santos
- Edifício Nosso Mar - 1955 - Avenida Afonso Celso de Paula Lima, 31
- Edifício Parque Verde Mar - 1957 - Avenida Vicente de Carvalho, 6
- Edifício Enseada - Avenida Bartolomeu de Gusmão, 180

## Informações

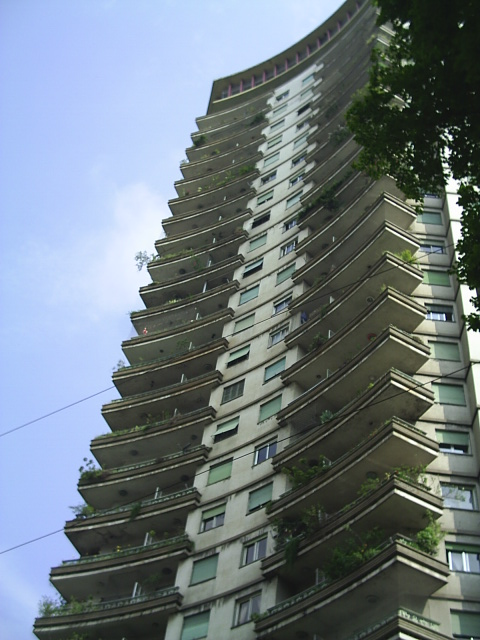
Edifício Viadutos.

- A revista inglesa Wallpaper apontou o Bretagne como um dos melhores edifícios para se viver no mundo.[9]
- Ao tombar o Edifício Viadutos, o Patrimônio exigiu a retirada do luminoso,[10] que foi concebido no projeto original para aplacar os custos condominais.[9][10]
- O Parque das Acácias, que foi concluído pela família Scarpa, tem, entre seus destaques arquitetônicos, um grande pátio de colunas próximo ao jardim, cujo teto é significativo: no teto pastilhado foram produzidos desenhos em formas que lembram "amebas" coloridas.
- O Edifício Viadutos possui 12 elevadores.[11][12]
- O Viadutos foi um dos primeiros edifícios na cidade a possuir painel luminoso em sua cobertura.[12]
- O filme Domésticas, de Fernando Meirelles e Nando Olival (2001) foi rodado no Edifício Cinderela.[10]
- Há um CD-ROM sobre a vida e a obra de Artacho Jurado chamado de Uma Arquitetura Cênica de 1999, autoria de Ricardo Barreto e Paula Perissinoto. O CD-ROM, foi realizado a partir de uma série de documentos pertencentes ao arquivo pessoal de João Artacho Jurado. Contempla 106 fotos da época de prédios construídos pelo arquiteto e seu irmão Aurélio Artacho, além de desenhos e plantas de sua autoria.[8]